# Club Deportivo ITA
O Club Deportivo ITA é uma equipe de futebol da Bolívia, da cidade de Santa Cruz de la Sierra que foi campeã do Campeonato Boliviano de Futebol Feminino de 2017 ganhando o San Simón na final do campeonato. Disputou a Copa Libertadores da América de Futebol Feminino de 2017.

## Títulos
- Campeonato Boliviano de Futebol Feminino: 1 título - 2017